# Cornelia Tarn
Der Cornelia Tarn ist ein kleiner See auf der Insel Heard im südlichen Indischen Ozean. Er liegt zwischen dem Vahselgletscher und den Pageos-Moränen.
Namensgeber des Sees ist der US-amerikanische Robbenfänger Cornelia aus Mystic, Connecticut, der zwischen 1857 und 1858 in den Gewässern um Heard operierte.